# 젠 4
젠 4(Zen 4)는 어드밴스드 마이크로 디바이시스에서 설계하고 2022년 9월 27일에 출시된 CPU 마이크로아키텍처의 이름이다. 젠 3의 후속 제품으로, TSMC의 N6 공정으로 I/O 다이를 제조하고, N5 공정으로 CCD를 제조하며, N4 공정으로 APU를 제조한다.
젠 4는 라이젠 7000 퍼포먼스 데스크톱 프로세서("Raphael" 코드명), 라이젠 8000G 시리즈 메인스트림 데스크톱 APU("Phoenix" 코드명), 라이젠 스레드리퍼 7000 시리즈 HEDT 및 워크스테이션 프로세서("Storm Peak" 코드명)의 기반이 된다. 또한 익스트림 모바일 프로세서("Dragon Range" 코드명), 씬 & 라이트 모바일 프로세서("Phoenix" 및 "Hawk Point" 코드명), Epyc 8004/9004 서버 프로세서("Siena", "Genoa", "Bergamo" 코드명)에도 사용된다. 젠 4는 AM5 마더보드 소켓을 사용하는 최초의 마이크로아키텍처 (라이젠 7000)이다.

## 특징
전작과 마찬가지로, 데스크톱 라이젠 변형의 젠 4는 TSMC의 5 나노미터 공정으로 제작된 하나 또는 두 개의 Core Complex Dies (CCD)와 6 나노미터 공정으로 제작된 하나의 I/O 다이를 특징으로 한다. 이전 Zen 3의 I/O 다이는 EPYC의 경우 GlobalFoundries의 14 나노미터 공정, 라이젠의 경우 12 나노미터 공정으로 제작되었다. 젠 4의 I/O 다이는 Zen 아키텍처에서 처음으로 통합된 RDNA 2 그래픽을 포함한다. 젠 4는 x86 기반 데스크톱 프로세서에 5 나노미터 공정이 처음 사용된 것이며, AMD FX-9590 이후 처음으로 AMD 프로세서에 5.0 GHz 클럭 속도가 다시 적용된 것이다.
모든 플랫폼에서 젠 4는 모바일에서 DDR5 메모리와 LPDDR5X만을 지원하며, DDR4와 LPDDR4X 지원은 중단되었다. 또한 젠 4는 RAM 제조업체가 보다 포괄적인 메모리 튜닝 및 오버클럭을 할 수 있도록 새로운 AMD EXPO SPD 프로파일을 지원한다. 인텔의 XMP와 달리, EXPO는 동작 주파수, 타이밍, 전압과 같은 메모리 키트 매개변수를 설명하기 위한 개방적이고 라이선스 및 로열티가 없는 표준으로 홍보된다. 이를 통해 더 나은 성능과 호환성을 달성하기 위해 더 넓은 범위의 타이밍을 인코딩할 수 있다. 그러나 XMP 메모리 프로필은 여전히 지원된다. EXPO는 인텔 프로세서도 지원할 수 있다.
모든 젠 4 라이젠 데스크톱 프로세서는 28개 (PCI 익스프레스 5.0) 레인 (사용 가능 24개 + 예약 4개)를 특징으로 한다. 이는 외장 GPU를 16개 PCIe 레인으로 연결하거나, 두 개의 GPU를 각각 8개 PCIe 레인으로 연결할 수 있음을 의미한다. 추가로, 이제 2개의 4 레인 PCIe 인터페이스가 있으며, 이는 주로 M.2 저장 장치에 사용된다. 기계적인 x16 슬롯에서 GPU를 연결하는 레인이 PCIe 4.0 또는 PCIe 5.0으로 실행되는지 여부는 메인보드 제조업체가 구성할 수 있다. 마지막으로 4개 PCIe 5.0 레인은 사우스 브리지 칩 또는 칩셋 연결을 위해 예약되어 있다.
젠 4는 AVX-512 명령어 집합 확장 기능을 지원하는 최초의 AMD 마이크로아키텍처이다. 대부분의 512비트 벡터 명령어는 두 개로 분할되어 내부적으로 256비트 SIMD 실행 장치에 의해 실행된다. 두 절반은 병렬로 한 쌍의 실행 장치에서 실행되며 여전히 단일 마이크로 OP로 추적된다 (저장을 제외하고). 이는 실행 지연 시간이 256비트 벡터 명령어에 비해 두 배가 되지 않음을 의미한다. 4개의 256비트 실행 장치가 있으며, 이는 클럭 사이클당 두 개의 512비트 벡터 명령어 (예: 하나의 곱셈 및 하나의 덧셈)의 최대 처리량을 제공한다. 클럭 사이클당 최대 명령어 수는 256비트 이하의 벡터에 대해 두 배가 된다. 로드 및 저장 장치도 각각 256비트이며, 젠 3이 지원했던 최대 두 개의 256비트 로드 또는 사이클당 하나의 저장의 처리량을 유지한다. 이는 사이클당 최대 하나의 512비트 로드 또는 두 사이클당 하나의 512비트 저장으로 변환된다.
젠 3에 비해 다른 특징 및 개선 사항은 다음과 같다.
- L1 분기 대상 버퍼 (BTB) 크기가 50% 증가하여 1.5K 엔트리가 되었다. 각 엔트리는 이제 최대 두 개의 분기 대상을 저장할 수 있으며, 첫 번째 분기가 조건부 분기이고 두 번째 분기가 첫 번째 분기와 동일한 정렬된 64바이트 캐시 라인 내에 위치하는 경우에 한한다.
- L2 BTB가 7K 엔트리로 증가했다.
- 향상된 직접 및 간접 분기 예측기.
- OP 캐시 크기가 69% 증가하여 4K에서 6.75K OP로 늘어났다. OP 캐시는 이제 사이클당 최대 9개의 매크로 OP를 생성할 수 있다 (기존 6개에서 증가).
- 재정렬 버퍼 (ROB)가 25% 증가하여 320개의 명령어가 되었다.
- 정수 레지스터 파일이 224개 레지스터로 증가했고, FP/벡터 레지스터 파일이 192개 레지스터로 증가했다. FP/벡터 레지스터 파일은 AVX-512를 지원하기 위해 512비트로 확장되었다. 68개의 마스크 레지스터를 저장할 수 있는 새로운 마스크 레지스터 파일이 추가되었다.
- 로드 큐 크기가 22% 증가하여 88개의 대기 로드가 되었다.
- L2 캐시가 코어당 512 KiB에서 1 MiB로 두 배로 증가했고, 8방향 연관적이다.
- 자동 IBRS. 여기서 간접 분기 제한 추측 모드는 링 0 (커널 모드)에 제어가 들어오고 나갈 때 자동으로 활성화 및 비활성화된다. 이는 사용자/커널 모드 전환 비용을 줄인다.
- 평균 ~13%의 IPC 증가.
- 최대 5.7 GHz의 코어 주파수.
- 최대 DDR5-5200 및 LPDDR5X-7500의 메모리 속도를 공식적으로 지원한다.
- 라이젠 7000 데스크톱 프로세서 및 라이젠 7045HX 모바일 프로세서에서 통합 GPU는 최대 2.2 GHz에서 작동하는 두 개의 RDNA 2 컴퓨트 유닛을 포함한다.
- HDMI 2.1 및 디스플레이포트 2 인터페이스를 포함하여 최대 네 개의 디스플레이 출력을 지원한다.[8] 하지만 외장 GPU를 통해 더 많은 디스플레이를 연결할 수 있다.
- 페이지 테이블에 대한 5단계 페이징 지원[14]

## 제품

### 데스크톱

#### 라파엘

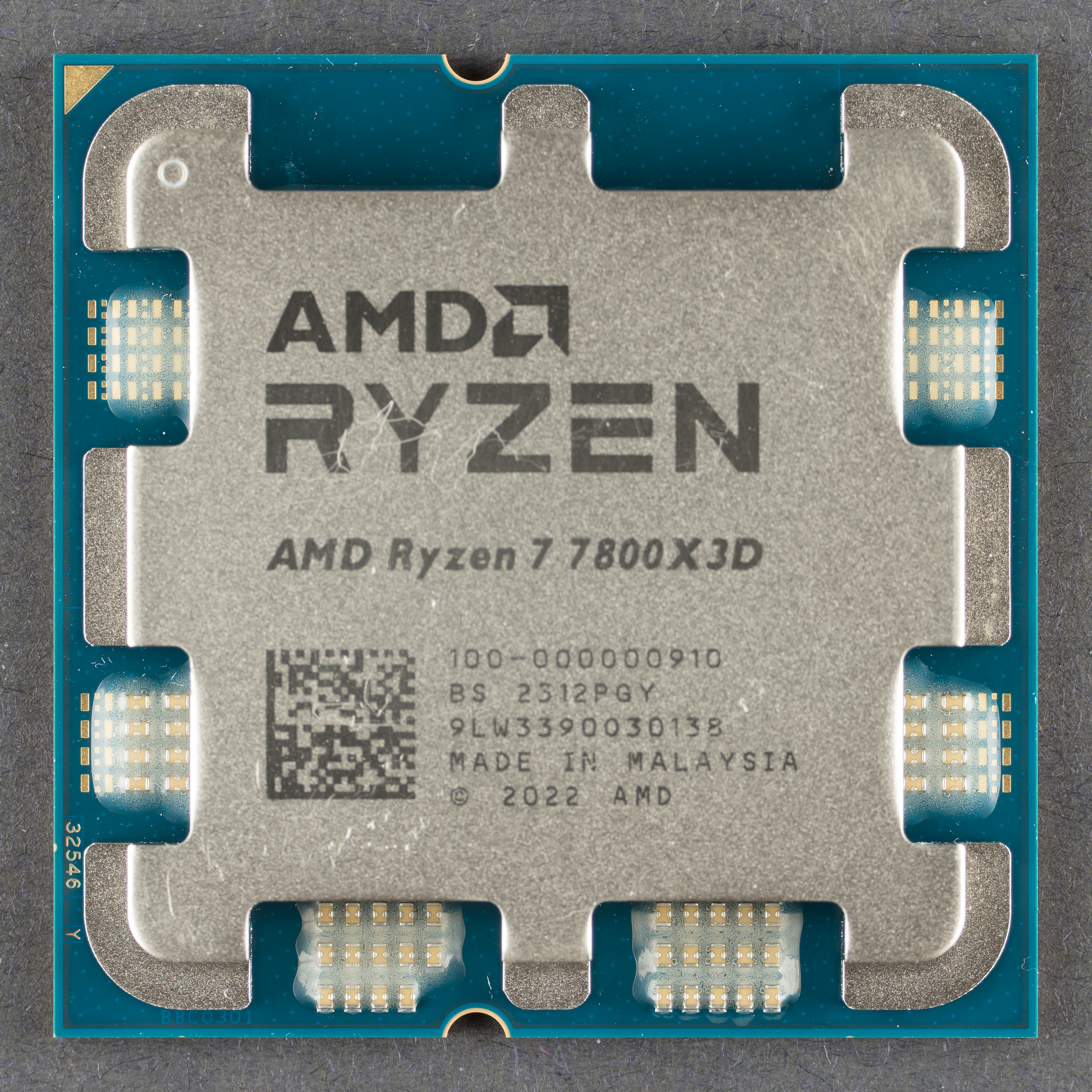
라이젠 7 7800X3D

2022년 8월 29일, AMD는 젠 4 기반 라이젠 7000 시리즈 데스크톱 프로세서 4종을 발표했다. 2022년 9월 27일에 출시된 4종의 라이젠 7000 프로세서는 라이젠 5 7600X, 라이젠 7 7700X, 그리고 라이젠 9 CPU 두 종류인 7900X와 7950X로 구성된다. 이 프로세서들은 6개에서 16개의 코어를 갖춘다.
2023년 1월 10일, CES에서 AMD 기조연설을 통해 라이젠 7 및 라이젠 9 프로세서의 3D V-캐시 변형과 함께 발표된 후, 라이젠 7000 데스크톱 프로세서 라인업에 3개 모델이 추가되었다. 이 모델들은 이전 라인업의 첫 번째 CPU 이름에서 X가 빠졌다. 이 세 모델은 라이젠 5 7600, 라이젠 7 7700, 라이젠 9 7900으로, TDP가 65W로 낮아졌으며, X 접미사 프로세서와 달리 스톡 쿨러가 번들로 제공된다.
3D V-캐시가 탑재된 라이젠 9 7900X3D 및 7950X3D 프로세서는 2023년 2월 28일에 출시되었으며, 라이젠 7 7800X3D가 4월 6일에 출시되었다.

#### 피닉스
피닉스 데스크톱 APU는 2024년 1월 8일 AM5 소켓용 "라이젠 8000G" 시리즈로 출시되었으며, 최초의 데스크톱 프로세서로 "라이젠 AI"로 브랜드화된 전용 AI 가속기를 탑재했다.
2024년 4월 1일, AMD는 통합 그래픽이 없는 라이젠 8000 시리즈 데스크톱 프로세서를 조용히 출시했다.

#### 스톰 피크

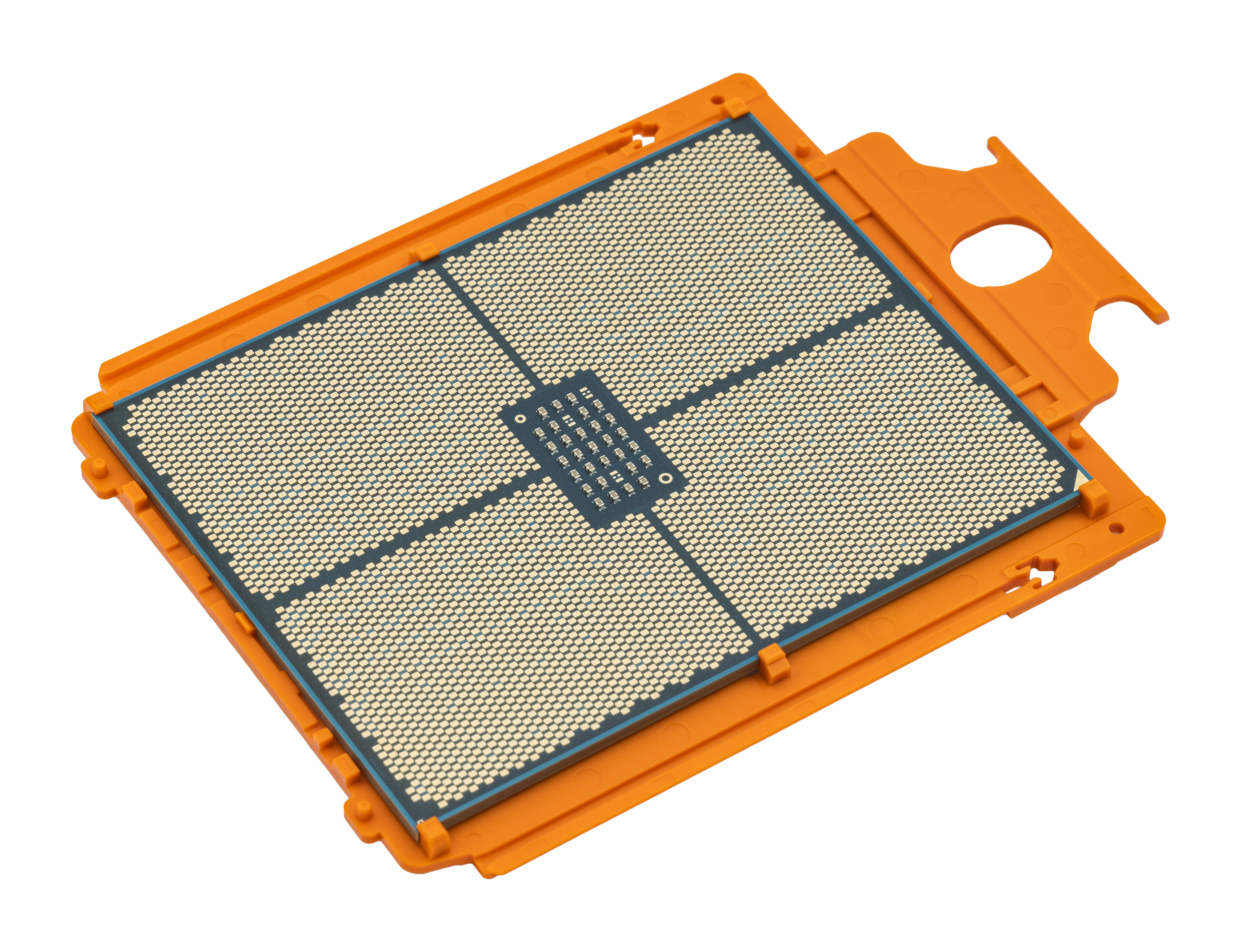
AMD 라이젠 스레드리퍼 7970X 하단

스톰 피크는 AMD가 2023년 10월 19일에 발표하고 2023년 11월 21일에 출시한 라이젠 스레드리퍼 7000X HEDT 및 라이젠 스레드리퍼 PRO 7000WX 워크스테이션 프로세서의 코드명이다. 스레드리퍼 7000X HEDT 라인업은 24개에서 64개 코어를 가진 3가지 모델로 구성되며, 스레드리퍼 PRO 7000WX 워크스테이션 라인업은 12개에서 96개 코어를 가진 6가지 모델을 포함한다.

### 모바일
2023년 1월 4일, AMD는 2023년 소비자 가전 전시회 (CES)에서 젠 4 기반의 피닉스 및 드래곤 레인지 모바일 프로세서를 발표했다. 피닉스 프로세서는 메인스트림 노트북 세그먼트를 겨냥하며, 애플의 뉴럴 엔진과 유사한 "라이젠 AI"로 브랜드화된 AI 가속기를 특징으로 하고 모놀리식 칩 디자인을 갖춘 반면, 드래곤 레인지 프로세서는 하이엔드 세그먼트를 겨냥하며 최대 16코어 32스레드를 제공하고 멀티칩 모듈 디자인으로 제작되어 I/O 다이와 최대 두 개의 코어 복합 다이 (CCD)를 활용한다.

#### 피닉스
피닉스 모바일 프로세서는 "라이젠 7040" 시리즈로 명명되었으며, U, H, HS 접미사 변형을 포함한다.

#### 드래곤 레인지
드래곤 레인지 모바일 프로세서는 "라이젠 7045" 시리즈로 명명되었으며, HX 및 HX3D 접미사 모델만으로 구성된다.

#### 호크 포인트
호크 포인트는 2023년 12월 6일에 출시된 피닉스 모바일 프로세서의 리프레시 버전으로, "라이젠 8040" 및 "라이젠 8045" 시리즈로 명명되었다. 7040 시리즈에 비해 NPU가 60% 더 빨라졌다.

#### 호크 포인트 리프레시
호크 포인트 리프레시는 호크 포인트 모바일 프로세서의 리프레시 버전으로, 인텔 코어 울트라 모델 번호와 유사하게 "라이젠 200" 시리즈로 명명되었으며, 사양은 호크 포인트와 유사하며 2025년 2분기에 출시되었다.
| 브랜딩 및 모델 | 브랜딩 및 모델 | CPU           | CPU           | CPU           | CPU        | CPU        | CPU          | CPU       | GPU        | GPU        | NPU (라이젠 AI) | TDP     | 출시일       |
| 브랜딩 및 모델 | 브랜딩 및 모델 | 코어 (스레드) | 코어 (스레드) | 코어 (스레드) | 클럭 (GHz) | 클럭 (GHz) | L3 캐시 (총) | 코어 구성 | 모델       | 클럭 (GHz) | NPU (라이젠 AI) | TDP     | 출시일       |
| 브랜딩 및 모델 | 브랜딩 및 모델 | 총            | 젠 4          | 젠 4c         | 기본       | 부스트     | L3 캐시 (총) | 코어 구성 | 모델       | 클럭 (GHz) | NPU (라이젠 AI) | TDP     | 출시일       |
| -------------- | -------------- | ------------- | ------------- | ------------- | ---------- | ---------- | ------------ | --------- | ---------- | ---------- | --------------- | ------- | ------------ |
| 라이젠 9       | 270            | 8 (16)        | 8 (16)        | 빈칸          | 4.0        | 5.2        | 16 MB        | 1 × 8     | 780M 12 CU | 2.8        | 16 TOPS         | 35–54 W | 2025년 2분기 |
| 라이젠 7       | 260            | 8 (16)        | 8 (16)        | 빈칸          | 3.8        | 5.1        | 16 MB        | 1 × 8     | 780M 12 CU | 2.7        | 16 TOPS         | 35–54 W | 2025년 2분기 |
| 라이젠 7       | (PRO) 250      | 8 (16)        | 8 (16)        | 빈칸          | 3.3        | 5.1        | 16 MB        | 1 × 8     | 780M 12 CU | 2.7        | 16 TOPS         | 15–30 W | 2025년 2분기 |
| 라이젠 5       | 240            | 6 (12)        | 6 (12)        | 빈칸          | 4.3        | 5.0        | 16 MB        | 1 × 6     | 760M 8 CU  | 2.6        | 16 TOPS         | 35–54 W | 2025년 2분기 |
| 라이젠 5       | (PRO) 230      | 6 (12)        | 6 (12)        | 빈칸          | 3.5        | 4.9        | 16 MB        | 1 × 6     | 760M 8 CU  | 2.6        | 16 TOPS         | 15–30 W | 2025년 2분기 |
| 라이젠 5       | (PRO) 220      | 6 (12)        | 2 (4)         | 4 (8)         | 3.7 / 3.0  | 4.9 / 3.5  | 16 MB        | 2 + 4     | 740M 4 CU  | 2.8        | 빈칸            | 15–30 W | 2025년 2분기 |
| 라이젠 3       | (PRO) 210      | 4 (8)         | 1 (2)         | 3 (6)         | 3.6 / 2.8  | 4.7 / 3.3  | 8 MB         | 1 + 3     | 740M 4 CU  | 2.5        | 빈칸            | 15–30 W | 2025년 2분기 |

### 서버

#### 제노아, 베르가모 및 시에나
2022년 11월 10일, AMD는 젠 4 마이크로아키텍처 기반 4세대 (9004 시리즈로도 알려짐) EPYC 서버 및 데이터 센터 프로세서(코드명 제노아)를 출시했다. 제노아는 16개에서 96개의 젠 4 코어를 특징으로 하며, PCIe 5.0 및 DDR5와 함께 엔터프라이즈 및 클라우드 데이터 센터 고객을 위해 설계되었다.

## 젠 4c
젠 4c는 더 작은 젠 4 코어, 더 낮은 클럭 주파수, 전력 소비량, 코어당 감소된 L3 캐시를 특징으로 하는 젠 4의 변형으로, 주어진 공간에 더 많은 코어를 장착하기 위한 목적을 가진다. 젠 4c의 더 작은 코어와 더 높은 코어 수는 클라우드 컴퓨팅과 같은 멀티스레딩이 많은 워크로드를 위해 설계되었다.
젠 4c CCD는 각각 8개의 코어로 구성된 두 개의 Core Complexes (CCX)로 나뉘어진 16개의 더 작은 젠 4c 코어를 특징으로 한다. 16코어 젠 4c CCD는 일반적인 8코어 젠 4 CCD보다 면적이 9.6% 더 크다. 젠 4c CCD 다이 크기는 젠 4 CCD의 66.3 mm2에 비해 72.7 mm2이다. 그러나 개별 젠 4c 코어는 젠 4 코어보다 더 작은 풋프린트를 가지며, 이는 더 많은 수의 작은 코어를 CCD에 장착할 수 있음을 의미한다. 젠 4c 코어는 젠 4 코어보다 약 35.4% 더 작다. 코어 풋프린트 감소 외에도, 젠 4c CCD에서는 더 밀도가 높은 6T 듀얼 포트 SRAM 셀 사용 및 8코어 CCX당 L3 캐시를 16 MB로 전체적으로 줄여 다이 공간을 추가로 절약한다. 젠 4c 코어는 젠 4 코어와 같은 크기의 L1 및 L2 캐시를 가지지만, 더 밀도가 높은 SRAM과 더 느린 캐시를 사용하기 때문에 젠 4c 코어의 캐시 다이 면적은 더 작다. 젠 4 3D V-캐시 CCD에서 수직 다이 스태킹에 사용되는 실리콘 관통 전극 (TSV) 연결 배열은 실리콘 공간 절약을 위해 젠 4c CCD에서 제거되었다. 젠 4c 코어가 더 작은 풋프린트를 가짐에도 불구하고, 더 큰 젠 4 코어와 동일한 IPC를 유지할 수 있다.
"우리의 젠 4c는 우리의 코어 로드맵에 추가되는 압축 밀도로, 새로운 수영 레인이며, 젠 4의 절반 정도 코어 면적으로 동일한 기능을 제공합니다."
인텔의 경쟁 제품인 그레이스몬트 E-코어와 달리, 젠 4c는 동시 멀티스레딩으로 코어당 2개의 스레드를 특징으로 한다. 젠 4c 코어의 IPC는 인텔 그레이스몬트 E-코어 IPC가 P-코어와 비교되는 것보다 젠 4 코어에 더 가깝다. 또한 젠 4c는 젠 4와 동일한 명령어 집합을 지원하며, AVX-512와 같은 명령어는 인텔의 P-코어와 E-코어에서는 지원되지 않는다. 인텔의 그레이스몬트 E-코어는 골든 코브 P-코어에 포함된 AVX-512 명령어에 대한 지원이 부족하다.
| 코어                | 코어                | 젠 4                | 젠 4c               |
| ------------------- | ------------------- | ------------------- | ------------------- |
| 코드명              | 코어                | 페르세포네          | 디오니소스          |
| 코드명              | CCD                 | 듀랑고              | 빈디아              |
| CCD당 코어 (스레드) | CCD당 코어 (스레드) | 8 (16)              | 16 (32)             |
| CCX당 코어 (스레드) | CCX당 코어 (스레드) | 8 (16)              | 8 (16)              |
| CCD당 L3 캐시       | CCD당 L3 캐시       | 32 MB (CCX당 32 MB) | 32 MB (CCX당 16 MB) |
| 다이 크기           | CCD 면적            | 66.3 mm2            | 72.7 mm2            |
| 다이 크기           | 코어 면적           | 3.84 mm2            | 2.48 mm2            |

젠 4c 코어는 2023년 6월 13일에 세 가지 Epyc 베르가모 SKU(9734, 9754, 9754S)와 함께 출시되었다. 9754S SKU는 128개의 젠 4c 코어를 특징으로 하지만, 동시 멀티스레딩이 비활성화되어 전체 256개가 아닌 128개의 스레드만 갖는다. 젠 4c는 2023년 9월 18일에 코드명 "시에나"인 Epyc 8004 시리즈 프로세서에 출시되었다. 최대 64코어 128스레드를 갖춘 시에나는 엔트리 레벨 서버, 에지 컴퓨팅 및 통신 부문에서 더 높은 에너지 효율성이 우선시되는 저비용 플랫폼을 위해 설계되었다.
젠 4c는 2023년 11월 2일에 출시된 코드명 "피닉스 2"인 라이젠 7040U 시리즈에서 서버 프로세서 외에 처음으로 데뷔했다. 라이젠 3 7440U 및 라이젠 5 7545U 프로세서는 표준 젠 4 코어와 더 작은 젠 4c 코어를 모두 특징으로 한다.